# 千宝美
千宝美（ちほみ、1975年7月1日 - ）は、日本の歌手。愛媛県松山市出身。

## 来歴
高校卒業後に、大阪のFMラジオ局でADのアルバイトを始め、その後上京。上京後ライブ活動をしながらレッスンを重ねる。
2001年1月、シングル「冬の匂いが消える頃」でメジャーデビュー。2004年4月には、1stミニアルバムとなる「unbalance」をリリース。
2006年4月に「石原千宝美」から「千宝美」に改名をする。

## ディスコグラフィ

### シングル
- 冬の匂いが消える頃（2001年1月24日発売）
- 見つめていたくて（2001年9月12日発売）

### アルバム
- unbalance（2004年4月28日発売）
- 134号線（2006年6月28日発売）
- 虹始見～にじはじめてあらわる～（2007年3月21日発売）

## 楽曲提供
- 井上あずみ
  - 「message」（作詞・作曲）

## 出演

### ラジオ番組
- SOLATO by 太陽石油 presents 千宝美のNatural Breeze（FM愛媛、2009年4月-2022年3月）